# Снядувка
Снядувка (пол. Śniadówka) — село в Польщі, у гміні Баранів Пулавського повіту Люблінського воєводства.
Населення — 333 особи (2011).

## Демографія
Демографічна структура станом на 31 березня 2011 року:
|          | Загалом | Допрацездатний вік | Працездатний вік | Постпрацездатний вік |
| -------- | ------- | ------------------ | ---------------- | -------------------- |
| Чоловіки | 169     | 18                 | 124              | 27                   |
| Жінки    | 164     | 18                 | 83               | 63                   |
| Разом    | 333     | 36                 | 207              | 90                   |